# Березнянська сільська рада (Хмільницький район)
| Березнянська сільська рада — колишній орган місцевого самоврядування у Хмільницькому районі Вінницької області з адміністративним центром у с. Березна. Сільській раді були підпорядковані населені пункти: - с. Березна - с. Крупин - с. Чудинівці |

## Склад ради
Рада складалася з 16 депутатів та голови.

## Керівний склад сільської ради
| ПІБ                        | Основні відомості                                                         | Дата обрання | Дата звільнення |
| -------------------------- | ------------------------------------------------------------------------- | ------------ | --------------- |
| Торохтій Євген Петрович    | Сільський голова, 1959 року народження, освіта, безпартійний              | 26.03.2006   | 31.10.2010      |
| Торохтій Євген Петрович    | Сільський голова, 1959 року народження, освіта вища, безпартійний         | 31.10.2010   | 22.01.2012      |
| Романюк Ніна Володимирівна | Сільський голова, 1961 року народження, освіта вища, член Партії регіонів | 22.01.2012   |                 |

Примітка: таблиця складена за даними джерела